# 安加拉系列運載火箭

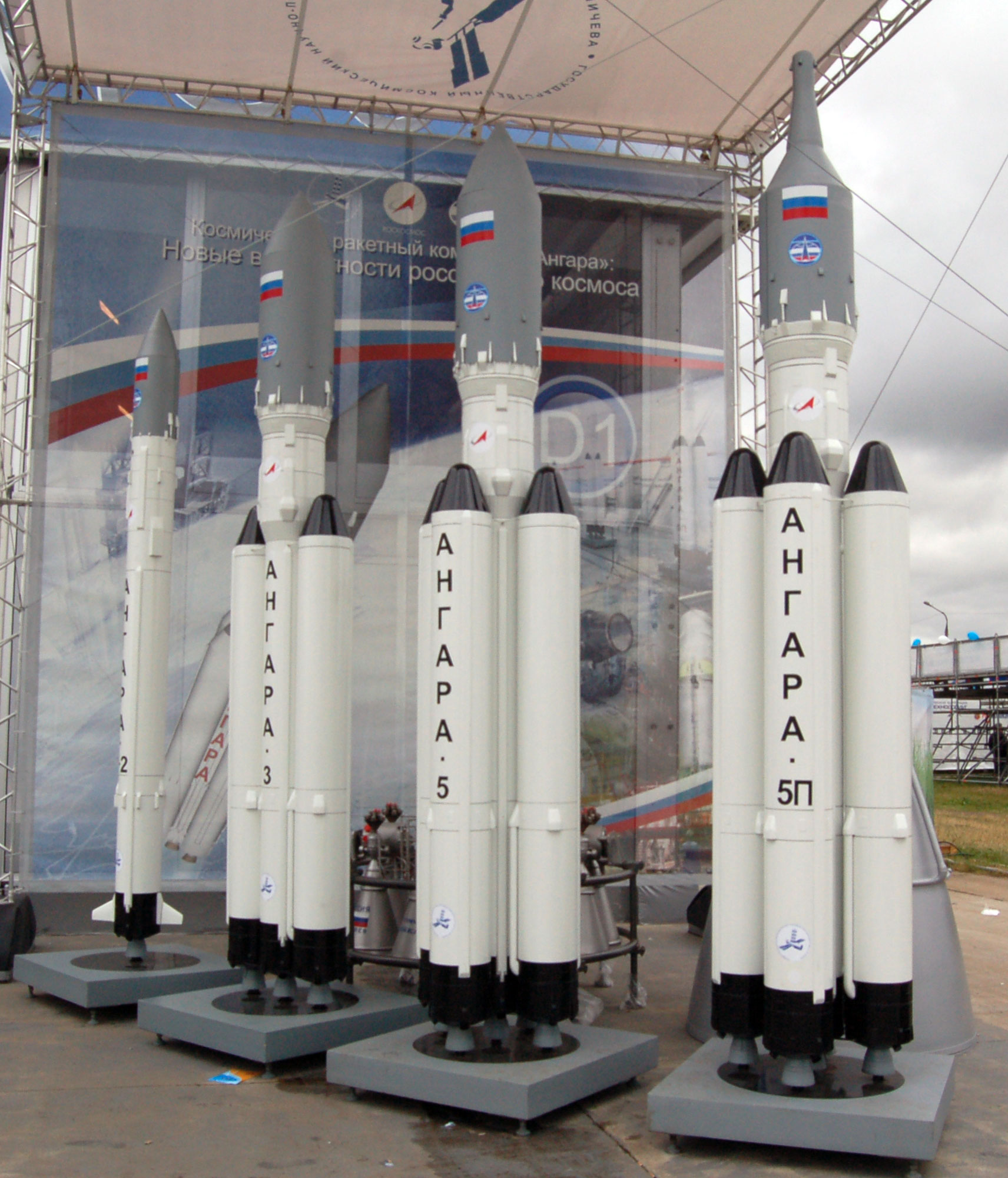
安加拉型火箭系列於2009年莫斯科航空展展出之模型。由左至右分別為1型、3型、5型、5P型(載人)

安加拉型火箭的各種衍生版本

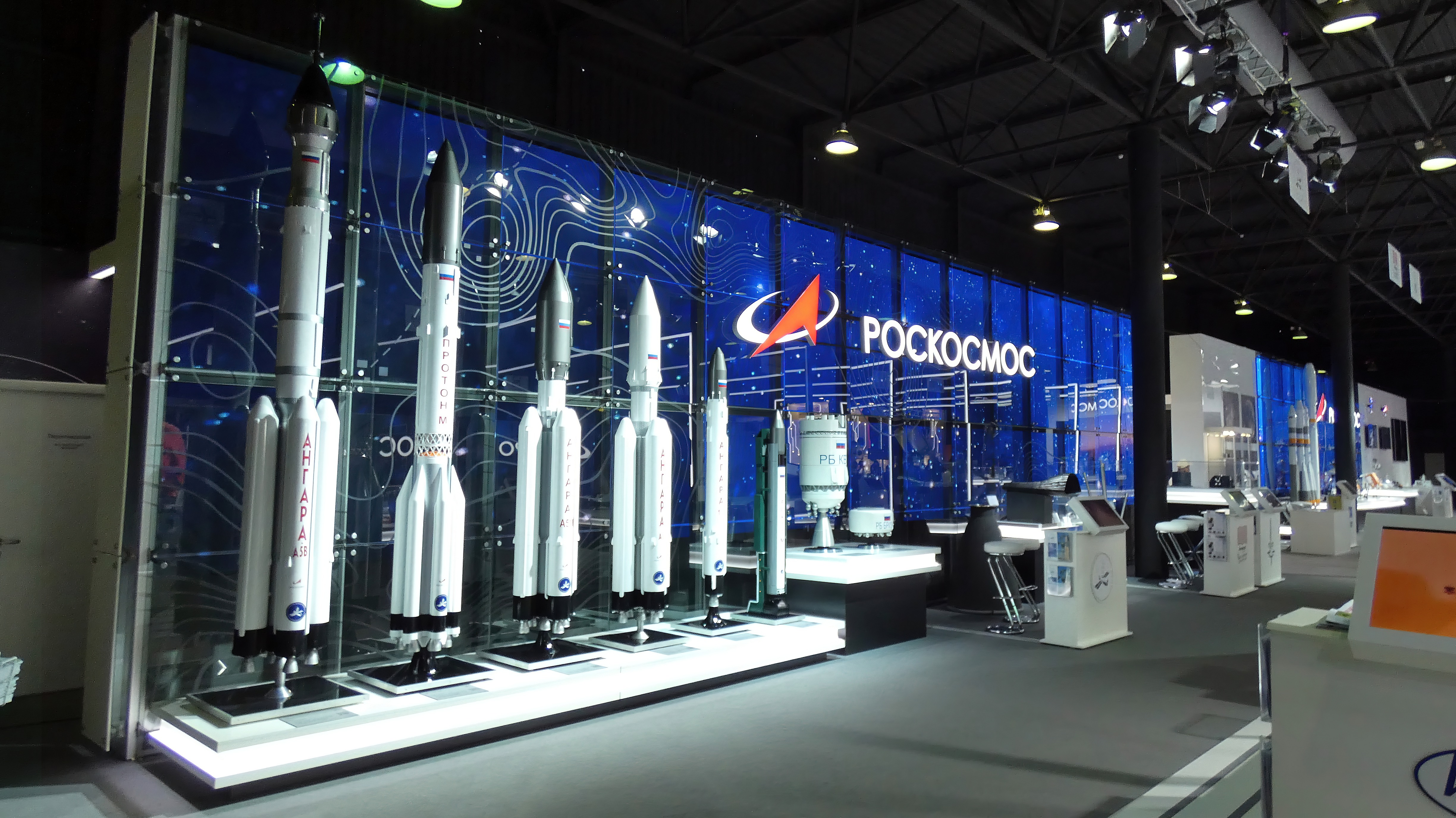
安加拉运载火箭的型号范围

安加拉火箭是蘇聯解體後，由俄羅斯正在開發的一個全新宇宙火箭家族，命名源自西伯利亞東南部的安加拉河，由国营联合火箭航天集团公司研發。安加拉火箭採用模塊化設計，可藉由綑綁多個通用火箭模組(Universal Rocket Module : URM)，隨任務需要組合出不同推力的火箭模組。可將小至2噸或大到75噸的巨型貨物推送至近地軌道。安加拉火箭不但將成為俄羅斯未來太空火箭的主力，目標也是發掘其他國外客戶。

## 計畫起源
安加拉火箭将使用新一代RD-170家族煤油引擎替代质子号的RD-275四氧化二氮引擎和联盟号的RD-107煤油引擎，
该系列引擎采用了高压分级燃烧循环技术，具备高效、环保的特点。
而在安加拉火箭開發完成後，以後主要的發射作業將會移往遠東新建造的「東方港發射場」宇宙基地，此發射場可發射的軌道傾角十分接近拜科努基地的參數，且發射軌道多經過自己境內的無人區或是北太平洋、極區，即便火箭發射失敗，也不會衍生索賠與清理問題。
一舉統一了從「宇宙」一直到「質子」等不同火箭家族所涵蓋的任務範圍。使得火箭的製造材料能夠通用，造價因此大大降低。

## 安加拉火箭的各種構型
安加拉火箭由通用火箭模組(URM)所構成，類似於美國目前使用的EELV商用火箭發射模組。
當第一級推升火箭如只使用單一火箭與燃料箱的構型即稱為安加拉1型，使用三節燃料箱與三具主發動機併聯的構型即稱為安加拉3型，使用五具燃料箱與五具發動機的稱為5型、7具的稱為7型。代號縮寫為A1、A3、A5、A7。
安加拉火箭仍延續俄國慣例，發射時僅使用液體燃料火箭引擎作為第一級推力，與歐、美、日的商用火箭最大不同點在於，西方的商用火箭習慣在第一級液體主火箭外再綑綁固態火箭助推器作為補充推進力的來源。因俄國傳統擅長開發強力的液體火箭引擎，故不採用西方商用火箭常因主引擎推力不足，需借助固態火箭助推器才能獲得足夠的海平面推力的混和使用慣例(例如太空梭、擎天神火箭系列)。
通用火箭模組主要由一具液態氧氣槽(oxidizer)與一具煤油(RP-1)燃料槽，結合氣化室與RD-191主引擎所構成。藉由燃燒RP-1煤油與液態氧助燃劑產生推力。僅擁有單一燃燒室的RD-191主引擎是衍生自強力且擁有四具燃燒室的RD-171引擎。RD-170火箭引擎是有史以來所開發的最強力液體燃料火箭引擎，此前被用於發射蘇聯巨大的「能量號」火箭上，現在衍生型仍使用於俄罗斯的「天頂號」火箭上。
第二級火箭則依據構型的不同，而有搭載微風-KM模組(安加拉1.1)或URM-2模組(使用RD-0124A引擎，首席设计师维克多·德米特里耶维奇·戈罗霍夫)或KVRB模組等數種不同的搭配方式，大型的5型與7型(A5, A7)則會有第三級甚至第四級推進模組，以肆應高同步軌道或深太空探測衛星的發射需求。而衍生型號5P型與7P(P為piloted之意)型則可用來發射最新型PPTS載人太空船(研發中)，PPTS是能搭載六名成員的新型單艙太空船，將取代老舊且只能搭載3人的聯盟號宇宙飛船。
5P型已擁有能將17.5噸級太空船送出地球逃逸軌道(逃逸速度)的能力，足以發射加長版的PPTS做為未來月球與火星載人探測任務使用。
目前全火箭家族的首個完成型號，安加拉1.2型(Angara 1.2)於2014年7月9日進行首次發射成功。

## 發射設施
安加拉火箭未來主要將用於俄羅斯东部境內正在建造的東方港發射場與普列謝茨克發射場，但是仍保留在位于哈萨克斯坦境内拜科努尔航天发射场作商業發射的可能性，俄羅斯目前將持續租用拜科努尔航天发射场一直到2050年。

## 其他衍生型號
韓國的「羅老號」火箭所使用的RD-151 URM就是源自安加拉的RD-191火箭模組，但RD-151為外銷用的降推力版本。此火箭已分別於2009年8月與2010年6月各發射一次，但皆以失敗收場。除第一次確認為整流罩未按計畫分離，第二次升空時發生爆炸，確切原因至今仍無定論，兩國政府皆推諉承擔責任。第三次於2013年1月30日發射，終獲成功。但俄羅斯政府對於關鍵的RD-191火箭發動機技術完全不分享，韓國政府後續的太空火箭計畫KSLV-2已不會再使用相同的火箭發動機。

## 規格
| 版本                         | 安加拉 1.2        | 安加拉 A3 (已取消） | 安加拉 A5P (已取消） | 安加拉 A5         | 安加拉 A5/KVRB (已取消） | 安加拉 A7P (已取消） | 安加拉 A7V (已取消） | 安加拉 A100 (已取消） |
| ---------------------------- | ----------------- | ------------------- | -------------------- | ----------------- | ------------------------ | -------------------- | -------------------- | --------------------- |
| 第一级                       | 1xURM, RD-191     | 3xURM, RD-191       | 5xURM, RD-191        | 5xURM, RD-191     | 5xURM, RD-191            | 7xURM, RD-191        | 7xURM, RD-191        | 4xURM, RD-170M        |
| 第二级                       | Block I, RD-0124A | Block I, RD-0124A   | --                   | Block I, RD-0124A | Block I, RD-0124A        | --                   | --                   | 1x RD-180             |
| 第三級（近地軌道任務不搭載） | –-                | Briz-M/KVSK         | --                   | Briz-M/KVTK       | KVRB                     | KVTK-A7              | KVTK-A7              | 1x RD-0122            |
| 推力（地面）                 | 196 Mgf (1.92 MN) | 588 Mgf (5.77 MN)   | 980 Mgf (9.61 MN)    | 980 Mgf (9.61 MN) | 980 Mgf (9.61 MN)        | 1,372 Mgf (13.44 MN) | 1,372 Mgf (13.44 MN) | ?                     |
| 发射重量                     | 171.5 t           | 478 t               | 713 t                | 759 t             | 776 t                    | 1,125 t              | 1,184 t              | ?                     |
| 高度（最大）                 | 41.5 m            | 45.8 m              | ?                    | 55.4 m            | 64 m                     | ?                    | ?                    | ?                     |
| 有效荷載（近地轨道 200公里） | 3.7 t             | 14.6 t              | 18.0 t               | 24.5 t            | 25.8 t                   | 36.0 t               | 40.5 t               | 110 t                 |
| 有效荷載（地球同步轨道）     | --                | 2.4/3.7 t           | --                   | 5.4/7.3 t         | 6.6 t                    | ?                    | --                   | ?                     |
| 有效荷載（地球静止轨道）     | –-                | 1.0/2.0 t           | --                   | 2.9/4.5 t         | 5.7 t                    | 7.5 t                | --                   | ?                     |

## 发射历史
| 日期/时间 (UTC)    | 日期/时间 (UTC)    | 配置                                      | 序列号       | 发射 场                            | 结果 |
| ------------------ | ------------------ | ----------------------------------------- | ------------ | ---------------------------------- | ---- |
| 日期/时间 (UTC)    | 日期/时间 (UTC)    | 负载                                      | 分离时的轨道 | 运营者                             | 功用 |
| 日期/时间 (UTC)    | 日期/时间 (UTC)    | 注释                                      |              |                                    |      |
| 2014年7月9日 12:00 | 2014年7月9日 12:00 | Angara 1.2PP                              | 71601        | 普列谢茨克航天发射场, 35号发射阵地 | 成功 |
| 2014年7月9日 12:00 | 2014年7月9日 12:00 | 非标准的安加拉1.2PP，允许测试URM-1与URM-2 |              |                                    |      |

## 參看
- 质子号运载火箭
- 亞利安五號運載火箭

## 外部連結
- （英文）安加拉火箭官方網站（页面存档备份，存于）
- 日本宇宙開発委員会之「各國火箭開發動向報告」（PDF：416KB）
- （英文）安加拉火箭的解說, Encyclopedia Astronautica
- （英文）安加拉火箭系列（RussianSpaceWeb）
- （英文）VEGA推進器（RussianSpaceWeb）
- 3D презентация РН "Ангара" （页面存档备份，存于）  (工廠製造影片)